# Stein zu Nassau

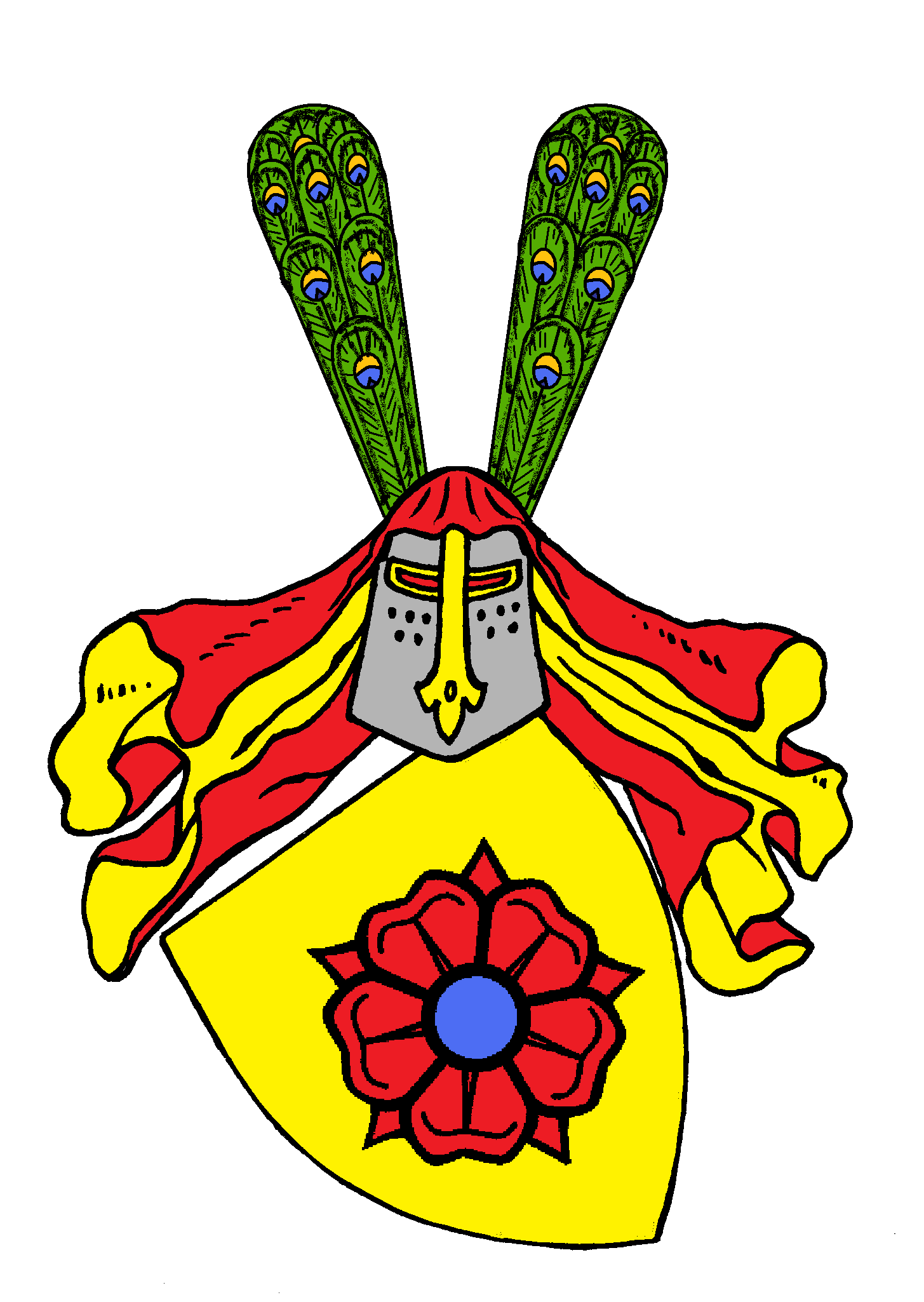
Ursprüngliches Stammwappen derer vom Stein zu Nassau

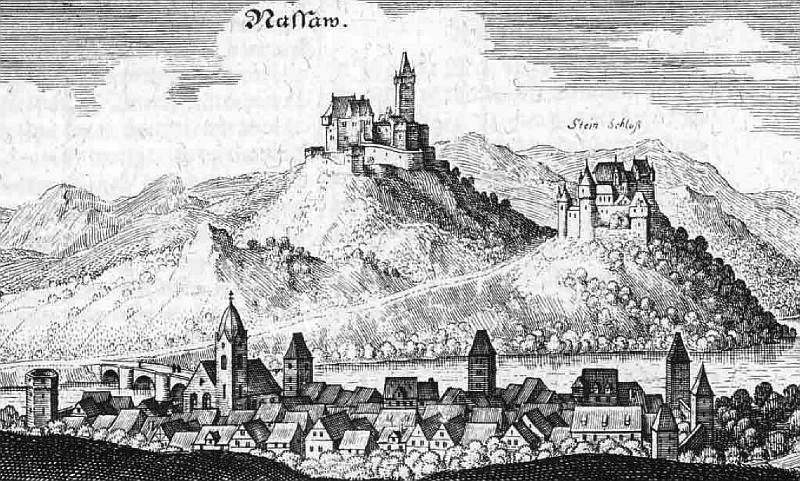
Die Stadt Nassau mit der fürstlichen Burg Nassau und der Stammburg der Familie vom Stein (Steinsche Burg) unterhalb (Merian 1655). Nach dem Verfall der Burg zog die Familie in einen mit der Zeit ausgebauten Zehnthof in den Ort Nassau, das Steinsche Stadtschloss

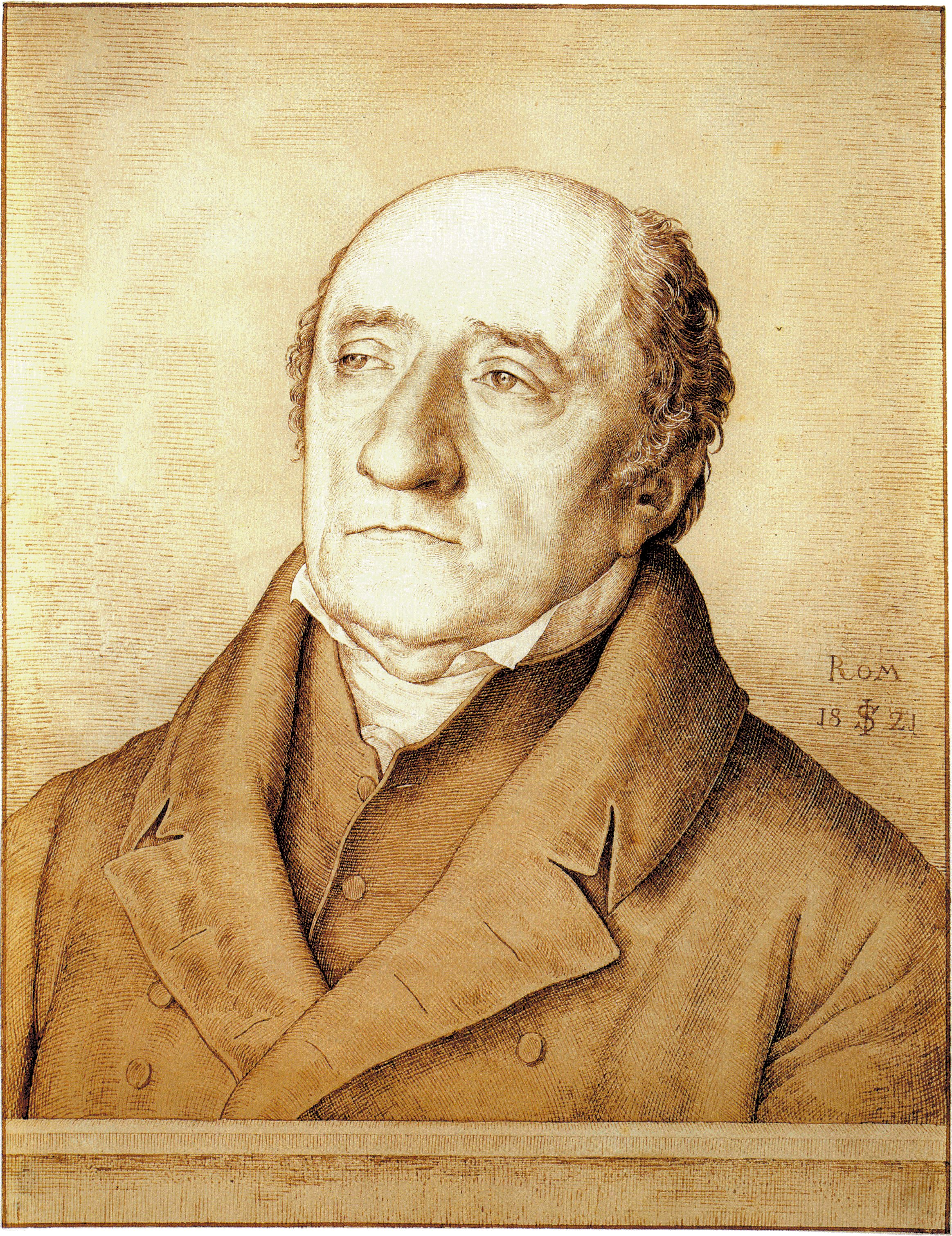
Heinrich Friedrich Karl vom und zum Stein (1757–1831), preußischer Staatsmann und Reformer

Die Familie der Stein zu Nassau (auch vom und zum Stein) ist ein Nassauisches Uradelsgeschlecht.

## Geschichte
Die Familie wurde 1195 erstmals urkundlich erwähnt, eine sichere Stammreihe beginnt mit Heinrich vom Stein, der 1253 bis 1255 urkundlich fassbar ist. Die Familie gehörte mit der Herrschaft Stein zu Nassau der mittelrheinischen Reichsritterschaft an und erlangte später den Reichsfreiherrenstand.
Zum Besitz zählten die Steinsche Burg und das Steinsche Stadtschloss sowie das Steinsche Weingut in Lorch (Rheingau). 1816 erwarb der Reichsfreiherr Heinrich vom und zum Stein das säkularisierte Kloster Cappenberg in Westfalen. Nach dem Erlöschen der Familie vom und zum Stein gingen diese Güter 1926 als Erbe an die Familie der Grafen von Kanitz.
Prominente Vertreter der Familie sind Marianne vom und zum Stein und Heinrich Friedrich Karl vom und zum Stein.

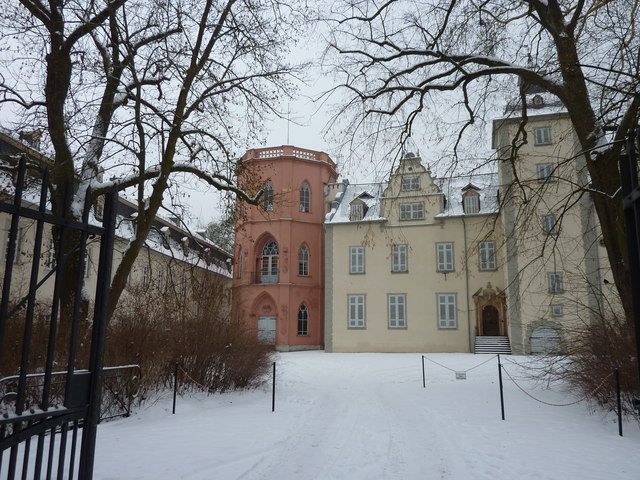
Steinsches Stadtschloss in Nassau
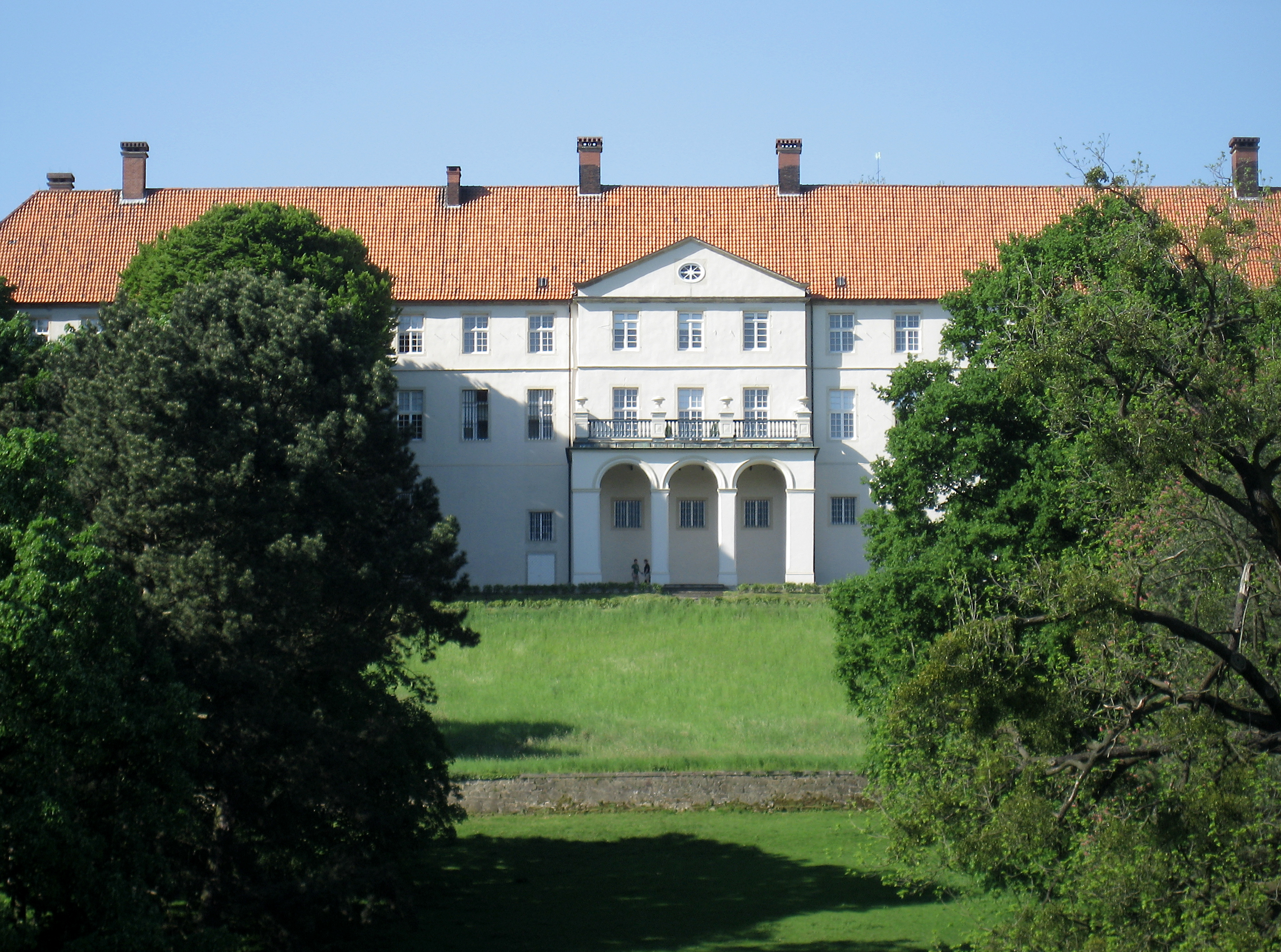
Schloss Cappenberg, Westfalen

## Wappen
In Gold eine rote Rose mit blauen Butzen. Im 14. Jahrhundert von einigen Mitgliedern mit fünflätzigem blauen Turnierkragen vermehrt. Der Helm, mit rot-goldenen Decken, war seit 1352 mit zwei Pfauenwedeln besteckt. Ab 1400 zierte den Helm ein gelber Hunderumpf mit rotem Halsband. Aus dem Hund wurde später ein silberner Esel mit schwarzer Krone um den Hals. Die Helmdecken sind Schwarz-Silber. Das Wappen wurde gebessert und später mit dem der ausgestorbenen Familie Schöneck vereint.

Wappen ab dem 14. Jahrhundert (1352)
Wappen derer vom Stein zu Nassau ab um  1400
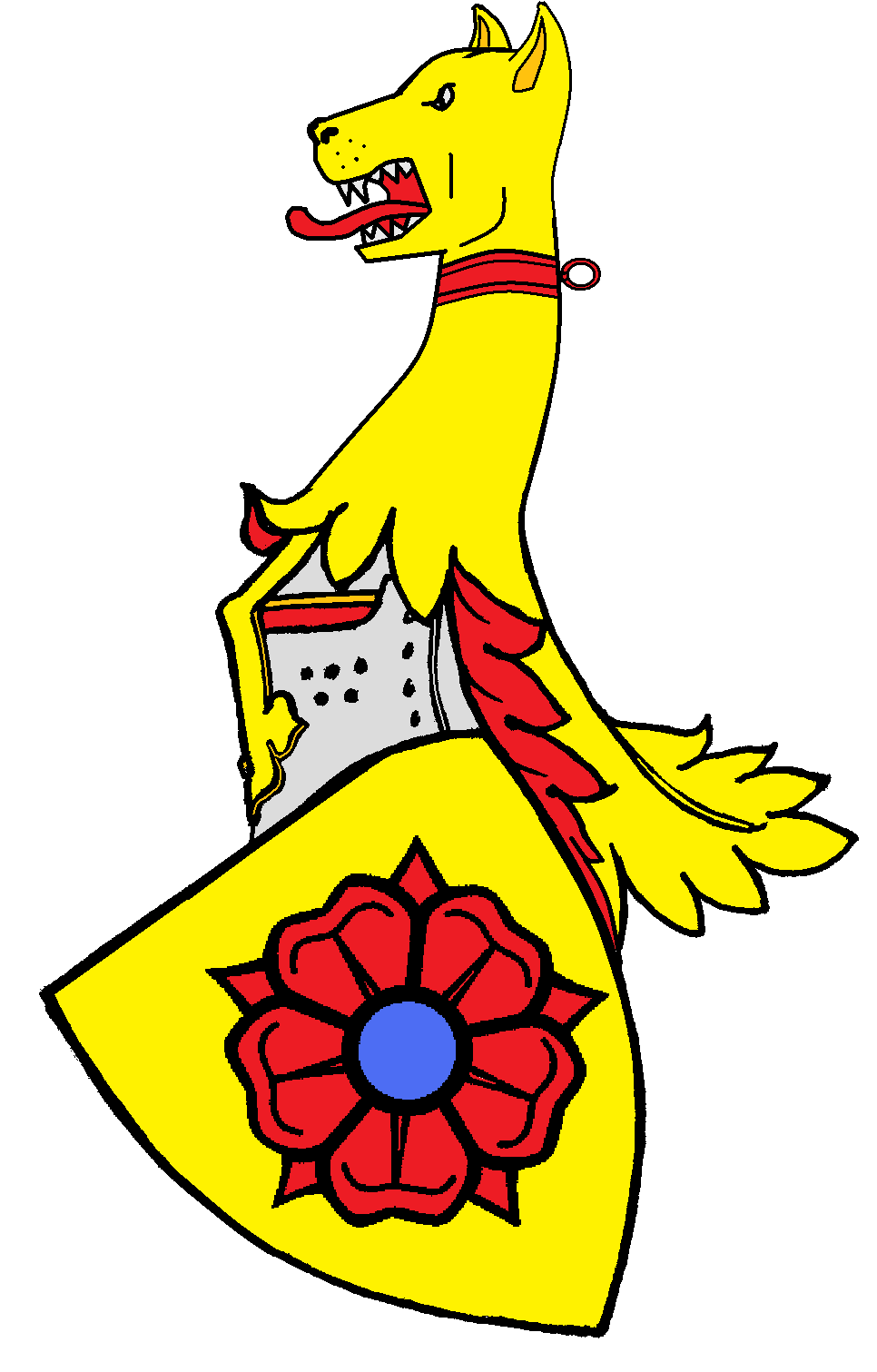
Wappen derer vom Stein zu Nassau ab um  1400
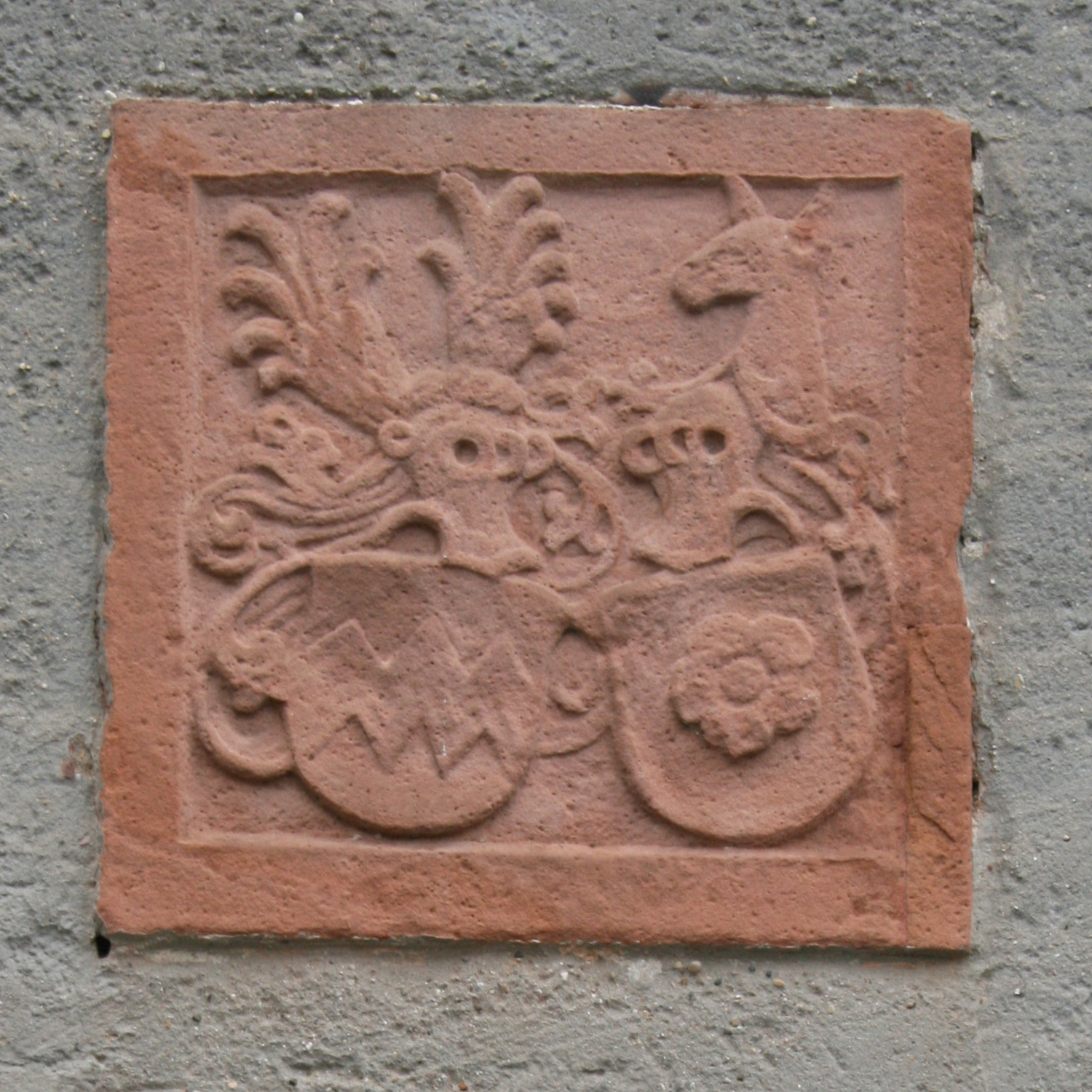
Ehewappen des Brendel von Homburg-Stein zu Nassau an der Burg Friedberg (16. Jh.)
Gemehrtes freiherrliches Wappen